# رابرت اس. کاپلان
رابرت ساموئل کاپلان (به انگلیسی :Robert Samuel Kaplan) یک حسابدار سرشناس دانشگاهی اهل ایالات متحده آمریکا است. او همچنین استاد بازنشسته در زمینه توسعه رهبری در مدرسه کسب و کار هاروارد است. وی همچنین به همراه دیوید پی نورتون به عنوان یکی از پدیدآورندگان Balanced Scorecard نیز شناخته می‌شود.

## تحصیلات و دستاوردها
کاپلان کار آکادمیک خود را در دانشکده تجارت تپر در دانشگاه کارنگی ملون در سال ۱۹۶۸ آغاز کرد. او همچنین لیسانس مهندسی برق و کارشناسی ارشد مهندسی برق خود را در موسسه فناوری ماساچوست دریافت کرده‌است.
بعدها، کاپلان در سال ۱۹۸۴ پس از خدمت به عنوان رئیس دانشگاه کارنگی ملون از سال ۱۹۷۷ تا ۱۹۸۳، به عنوان استاد توسعه رهبری دانشگاه ماروین باور در مدرسه کسب و کار هاروارد انتخاب گردید.
او برای دریافت دکترای تحقیقات عملیاتی خود به دانشگاه کرنل نقل مکان کرد. وی همچنین در سال‌های ۱۹۹۴ از دانشگاه اشتوتگارت ،۲۰۰۶ از دانشگاه لودز و در سال ۲۰۰۸ از دانشگاه واترلو دکترای افتخاری دریافت.
در سال ۲۰۰۶، نام کاپلان به تالار مشاهیر حسابداری اضافه گشت. در همان سال، او جایزه سهم مادام العمر را از بخش حسابداری مدیریت انجمن حسابداری آمریکا دریافت کرد.

## سابقه کاری
‌کارت امتیازی متوازن

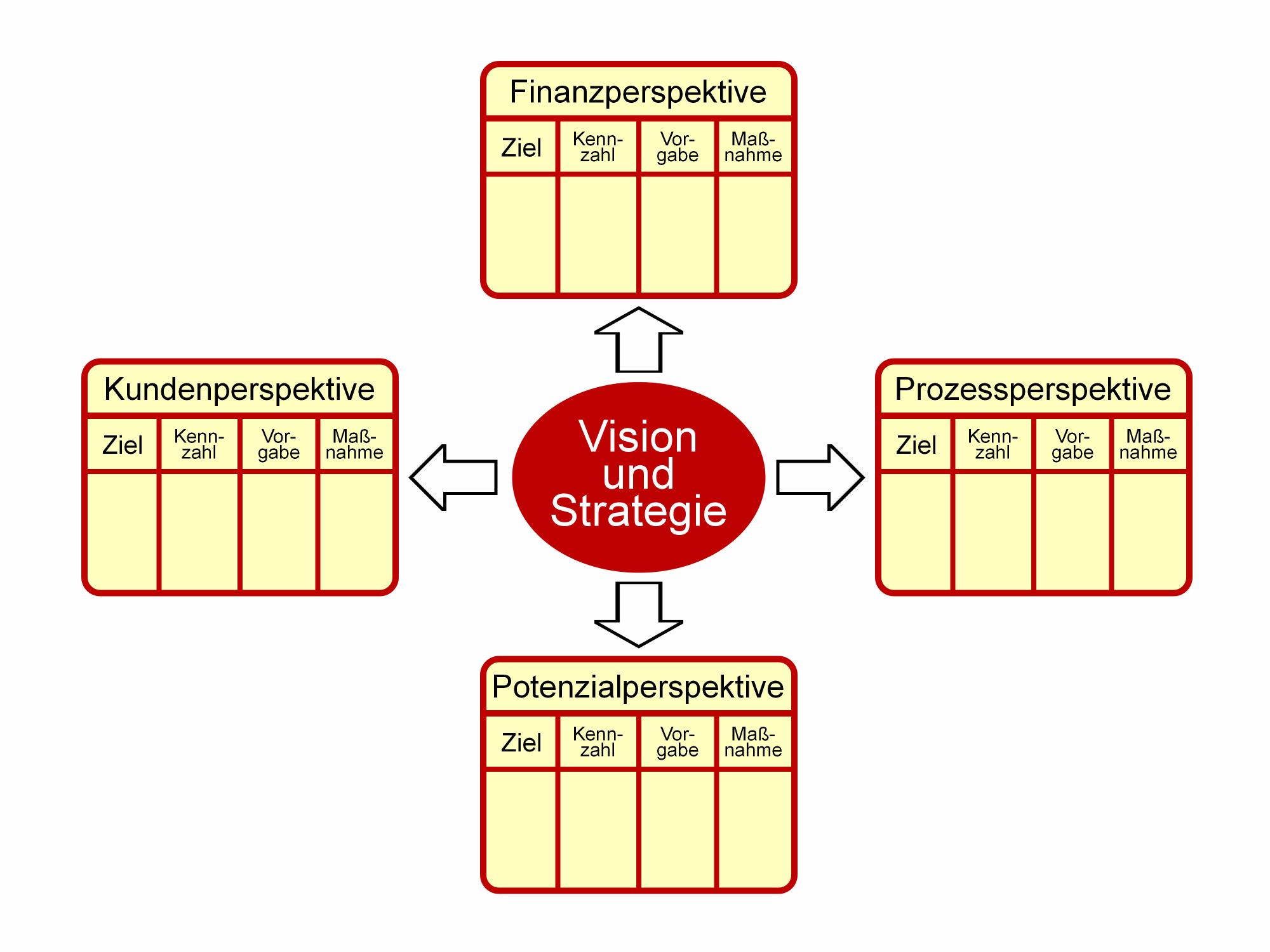
کارت امتیازی متوازن

کاپلان و دیوید پی نورتون کارت امتیازی متوازن(Balanced Scorecard) را پایه‌گذاری کردند. کارت امتیازی متوازن ابزاری برای هدفمندسازی اقدامات یک شرکت برای اهداف بلندمدت آن است. کاپلان و نورتون روش کارت امتیازی متوازن را در مقاله Harvard Business Review در سال ۱۹۹۲معرفی کردند.
این روش توسط شرکت‌هایی صنعتی گوناگون در سرتاسر جهان تأیید شده‌است. وی همچنین در زمینه‌های استراتژی، حسابداری بهای تمام شده و حسابداری مدیریت مقالاتی منتشر کرده‌است. او به همراه دیوید پی نورتون، یکی از بنیانگذاران گروه نرم‌افزاری ESM است. کاپلان همچنین به‌طور یکپارچه رهبری فکری پالادیوم اینترنشنال را بر عهده داشته‌است.
هزینه یابی بر مبنای فعالیت زمان محور (TDABC)
کاپلان و استیون اندرسون TDABC (هزینه‌یابی مبتنی بر فعالیت زمان‌محور) را با هم توسعه دادند، روشی برای شرکت‌ها برای درک کامل هزینه‌ها و کمک به آنها برای رسیدن به یک مسیر ساده‌تر و قدرتمندتر برای افزایش سودشان. اخیراً، این روش به منظور اندازه‌گیری هزینه‌های ارائه مراقبت‌های بهداشتی در تمام سطوح مراقبت پزشکی اعمال می‌گردد.
کاپلان همچنین یک مقاله‌نویس پرکار است و از زمانی که لیست مقاله نویسان برتر جهان توسط سازمانThe Case Centre از سال ۲۰۱۶ تا اکنون در حال انتشار است، او به‌طور مداوم در بین ۴۰ نویسنده برتر آن قرار گرفته‌است.
او همچنین در فهرست برترین نویسندگان تاریخ The Case Centre که در سال ۲۰۱۴ منتشر شد، قرار گرفت.

## انتشارات برگزیده
- - Kaplan, R. S. , Serafeim, George, & Tugendhat, Eduardo (2018, January/February). Inclusive Growth: Profitable Strategies for Tackling Poverty and Inequality. Harvard Business Review.
  - Kaplan, Robert S. , and David P. Norton. The Execution Premium: Linking Strategy to Operations for Competitive Advantage. Harvard Business Press, 2008.
  - Kaplan, Robert S. , and Steven R. Anderson. Time-Driven Activity-Based Costing: A Simpler and More Powerful Path to Higher Profits. Harvard Business Press, 2007
  - Kaplan, Robert S. , and David P. Norton. Alignment: Using the Balanced Scorecard to Create Corporate Synergies. Harvard Business Press, 2006.
  - Kaplan, Robert S. , and David P. Norton. Strategy Maps: Converting Intangible Assets into Tangible Outcomes. Harvard Business Press, 2004.
  - Kaplan, Robert S. , and David P. Norton. The Strategy-Focused Organization: How Balanced Scorecard Companies Thrive in the New Business Environment. Harvard Business Press, 2000.
  - Cooper, Robin, and Robert S. Kaplan. The design of cost management systems: text and cases. Prentice Hall, 1999.
  - Kaplan, Robert S. , and David P. Norton. The Balanced Scorecard: Translating Strategy into Action. Harvard Business Press, 1996.

## مقالات
- - Kaplan, Robert S. , George Serafeim, and Eduardo Tugendhat. "Inclusive Growth: Profitable Strategies for Tackling Poverty and Inequality." Harvard Business Review 96.1 (2018)
  - Kaplan, Robert S. , and David P. Norton. "Using the Balanced Scorecard as a Strategic Management System." Harvard Business Review 74.1 (1996): 75-85.
  - Kaplan, Robert S. , and David P. Norton. "The Balanced Scorecard: Translating Strategy into Action." Harvard Business Press, 1996.
  - Kaplan, Robert S. , and David P. Norton. , "The Balanced Scorecard: Measures That Drive Performance," Harvard Business Review, Jan. –Feb. 1992
  - Johnson, H. Thomas, and Robert S. Kaplan. "The rise and fall of management accounting." Engineering Management Review, IEEE 15.3 (1987): 36-44.